# 新華藝術專科學校

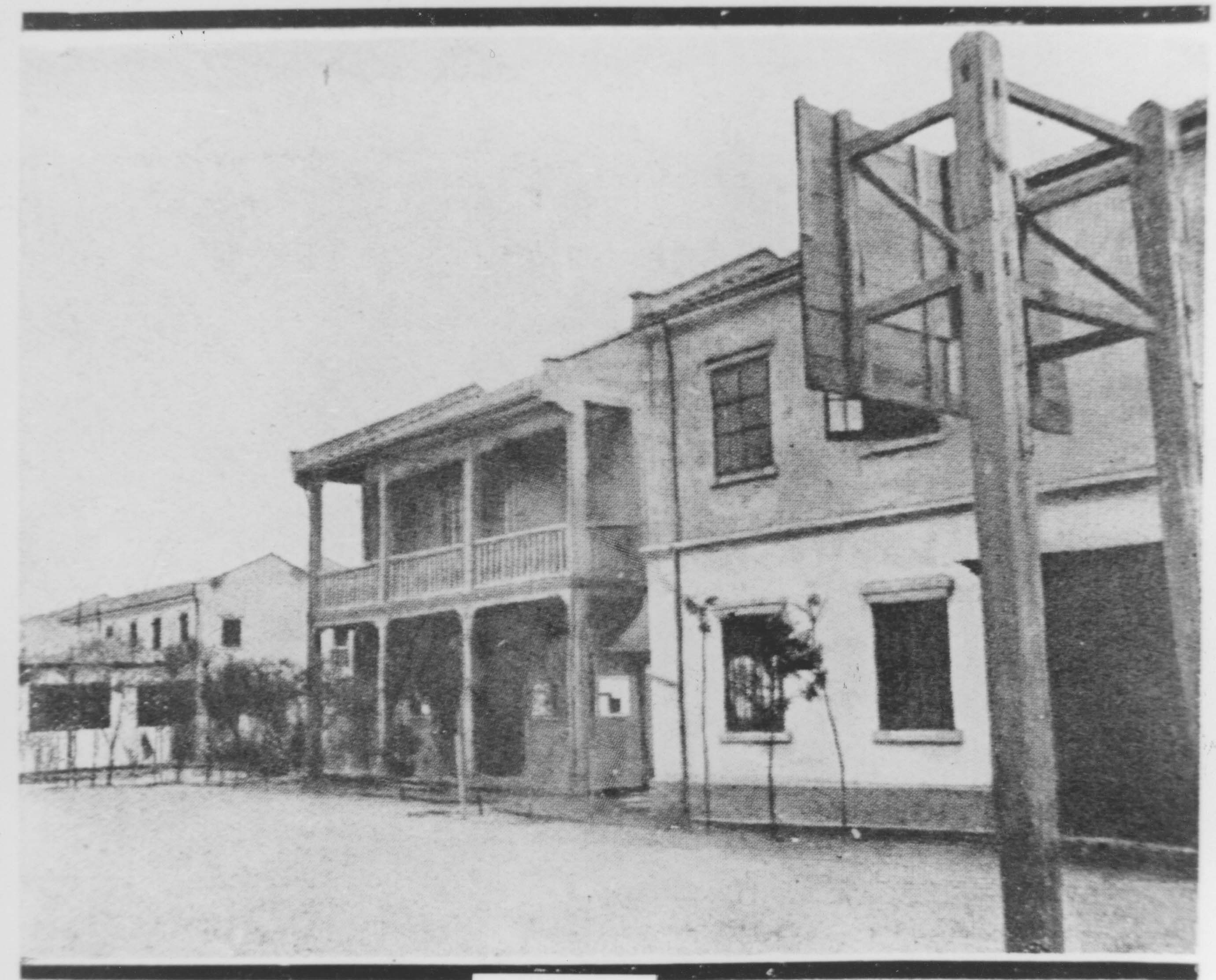
新华艺术专科学校未毁前校景

新華藝術專科學校，簡稱新華藝專，前稱上海新華藝術大學，初名新華藝術學院，是曾位於上海法租界的私立專科學校，創辦於1926年（民國15年）11月28日。1927年春開始招生，設有國畫、西畫、音樂及藝術教育學系。該校原設址於法租界金神父路南口，1928年（民國17年）遷至斜徐路，1937年（民國25年）11月14日校舍因戰事毀損，後於法租界薛華立路155弄14至18號設临时校舍。1944年受時局影響停办。